# OFK貝爾格萊德
OFK貝爾格萊德（羅馬化：OFK Beograd）是一家位於塞爾維亞首都貝爾格萊德的足球俱樂部。俱樂部名稱直譯為「贝尔格莱德青年足球俱乐部」。俱樂部成立於1911年。經過數次更名，1957年改為現在的名稱。

## 荣誉

### 国内

#### 联赛
- 南斯拉夫足球甲级联赛
  - 冠军 (5)：1930–31, 1932–33, 1934–35, 1935–36, 1938–39
  - 亚军 (6)：1927, 1929, 1937–38, 1939–40, 1954–55, 1963–64
- 南斯拉夫足球乙级联赛（英语：Yugoslav Second League）东部赛区
  - 冠军 (3)：1958/59, 1979-80, 1984-85

#### 杯赛
- 南斯拉夫盃
  - 冠军 (6)：1934, 1941, 1953, 1955, 1961–62, 1965–66
- 塞尔维亚和黑山杯（英语：Serbia and Montenegro Cup）
  - 亚军：2005–06

### 欧洲
- 欧洲优胜者杯
  - 半决赛：1962–63
- 欧洲联盟杯
  - 四分之一决赛：1972–73
- 國際城市博覽會盃
  - 半决赛：1958–60

## 外部連結
- 官方網站